# Studio Tan
Studio Tan är ett album av Frank Zappa, utgivet 1978. Det släpptes av skivbolaget Warner Bros. Records under en period av skarpa motsättningar mellan bolaget och Frank Zappa. Själv hade Zappa inget inflytande över utgivningen. Han klagade senare över att Warner "valt att släppa det med det fulaste omslag de kunde få fram" och utan någon som helst information om deltagande musiker och annat på omslaget.
Musiken är i huvudsak experimentell, och vibrafonisten Ruth Underwood spelar en framträdande roll.

## Låtlista
Samtliga låtar skrivna av Frank Zappa.
Sida ett
1. "The Adventures of Greggery Peccary" - 20:37

Sida två
1. "Let Me Take You to the Beach" - 2:47
2. "Revised Music for Guitar and Low-Budget Orchestra" - 7:39
3. "REDUNZL" - 8:13